# Börje Fredriksson
Börje Fredriksson (* 30. Juni 1937 in Eskilstuna, Schweden; † 21. September 1968 in Stockholm) war ein schwedischer Jazz-Saxophonist (Tenor) und Komponist, der in seiner kurzen Karriere in den 1960er Jahren großen Einfluss auf die Entwicklung des Modern Jazz in Schweden ausübte.
Fredriksson, der zunächst Mitglied im Orchester von Malte Johnson war, spielte Anfang der 1960er Jahre in eigenem Quartett mit Bobo Stenson (Klavier), Palle Danielsson (Bass) und Fredrik Norén (Schlagzeug) sowie in den Bands von Eje Thelin und Bernt Rosengren. Er spielte mit dem Gitarristen Rune Gustafsson (Young Guitar, Metronome 1961) und nach dessen Eröffnung 1962 oft im Jazzclub Golden Circle in Stockholm, zum Beispiel mit Bosse Broberg und mit seinem Quartett. Der pragmatischere Broberg erinnert sich, damals von der Kompromisslosigkeit, mit der Fredriksson sich neuen Strömungen des Jazz zuwandte (insbesondere John Coltrane), beeindruckt gewesen zu sein. Fredriksson gründete eine eigene Band, mit der er 1966 Intervall bei Columbia aufnahm, das auch gleich den Gyllene Skivan des Orkesterjournals erhielt und ihm ein staatliches Stipendium einbrachte. Seine vielversprechende Entwicklung wurde mit 31 Jahren durch seinen Tod im Stockholmer Stadtteil Årsta beendet.
Seine Kompositionen wurden 1993 von der Fredrik Norén Band eingespielt (Sister Majs Blouse, mit Stenson, Danielsson, Norén und Saxophonist Joakim Milder), die dafür im selben Jahr den schwedischen Grammy gewann. Der Jazzclub von Eskilstuna vergibt ein Stipendium in seinem Namen (Börje Fredrikssons Minnesfond).
Neben Tenorsaxophon spielte er auch Mundharmonika und Waldhorn.